# 티마티
티마티 (Timati, 본명: Timur Ildarovich Yunusov, 1983년 8월 15일 ~ )는 러시아의 힙합 가수이다. 스눕 독, 버스타 라임스, 디디, 팀발랜드, 팻 조, 이브 등 이름난 랩퍼들하고 작업한 적이 있다.